# Eddie Kaye Thomas
Eddie Kaye Thomas (født 31. oktober 1980) er en amerikansk skuespiller og tegnefilmsdubber, bedst kendt som Paul Finch i American Pie-filmene og som Jeff Woodcock i komedieserien 'Til Death.

## Filmografi

### FIlm
- American Pie (1999)
- Freddy Got Fingered (2001)
- American Pie 2 (2001)
- Stolen Summer (2002)
- American Pie: Brylluppet (2003)
- Harold and Kumar Go to White Castle (2004)
- Dirty Love (2005)
- Blind Dating (2008)

### Tv
- Scorpion (2014–2018)